# Barlovo
Barlovo (izvirno srbsko Барлово) je naselje v Srbiji, ki upravno spada pod Občino Kuršumlija; slednja pa je del Topliškega upravnega okraja.

## Demografija
V naselju, katerega izvirno (srbsko-cirilično) ime je Барлово, živi 118 polnoletnih prebivalcev, pri čemer je njihova povprečna starost 35,7 let (33,6 pri moških in 37,9 pri ženskah). Naselje ima 58 gospodinjstev, pri čemer je povprečno število članov na gospodinjstvo 2,86.
Prebivalstvo je večinoma nehomogeno.
|  |

| Demografija | Demografija     | Demografija     |
| Leto        | Št. prebivalcev | Št. prebivalcev |
| ----------- | --------------- | --------------- |
|             |                 |                 |
|             |                 |                 |
|             |                 |                 |
|             |                 |                 |
| 1948        | 265             |                 |
| 1953        | 268             |                 |
| 1961        | 235             |                 |
| 1971        | 175             |                 |
| 1981        | 163             |                 |
| 1991        | 129             | 129             |
| 2002        | 166             | 166             |
|             |                 |                 |

| Etnična sestava po popisu iz leta 2002 | Etnična sestava po popisu iz leta 2002 | Etnična sestava po popisu iz leta 2002 | Etnična sestava po popisu iz leta 2002 | Etnična sestava po popisu iz leta 2002 |
| -------------------------------------- | -------------------------------------- | -------------------------------------- | -------------------------------------- | -------------------------------------- |
| Romi                                   | Romi                                   |                                        | 85                                     | 51,20%                                 |
| Srbi                                   | Srbi                                   |                                        | 81                                     | 48,79%                                 |
| Neznano                                | Neznano                                |                                        | 0                                      | 0,0%                                   |